# Субботин, Василий Ефимович
Васи́лий Ефи́мович Суббо́тин (7 февраля 1921, Нолинский уезд, Вятская губерния — 24 мая 2015) — советский и российский писатель, поэт. Член ВКП(б)  с 1944 года и Союза писателей СССР с 1951 года. Участник Великой Отечественной войны. Старший лейтенант (1945).

## Биография
Родился 7 февраля 1921 года в деревне Субботята (Пуговицыно, Субботинцы) Нолинского уезда. В 1923—1932 годы семья жила в посёлке Берёзовка, недалеко от Тюмени. С 1932 года учился в начальной школе в родной деревне, затем — в семилетке села Татаурово; летом работал пастухом и на полевых работах.
В 1937 году уехал на Урал, работал на угольной шахте в Кизеловском районе. С 1939 года учился в культпросветшколе в Перми; позднее школа была переведена в Оханск. В 1940 году с 3-го курса школы Оханским райвоенкоматом был призван в РККА.
В годы Великой Отечественной войны воевал башенным стрелком танка на Северо-Западном и Калининском фронтах. В 1943 году, окончив трёхмесячные курсы военно-политического состава, воевал на Калининском и 2-й Прибалтийском фронтах. В 1944—1945 годах служил литсотрудником (корреспондентом) редакции газеты «Воин Родины» (150-я стрелковая дивизия). Участвовал в освобождении Варшавы, в боях за Рейхстаг; окончил войну в звании старшего лейтенанта.
После войны жил у тестя на железнодорожном разъезде Тёплый Ключ (недалеко от Свердловска), затем переехал в Ялту и вскоре — в Симферополь, где работал в издательстве. В 1947 году был избран руководителем местного литературного объединения. В 1949 году поступил в Литературный институт (Москва), но проучился там только два года. Член СП СССР с 1951 года.
В 1953 году переехал в Москву. Работал в журнале «Молодой колхозник», заведовал отделом поэзии журнала «Дружба народов». В 1956 году окончил Высшие литературные курсы. 
Работал в издательстве «Советский писатель», более 20 лет был членом редколлегии «Литературной газеты». Вёл в Литературном институте семинар прозы.
Умер 24 мая 2015 года.

### Семья
Отец — Ефим Дмитриевич Субботин; организатор колхоза в Берёзовке (1920-е); погиб на фронте (28 июля 1944 года), в Великую Отечественную войну.
Мать умерла в 1937.

## Творчество
В школьные годы был корреспондентом пионерской газеты и журнала «Дружные ребята». В 12 лет написал пьесу; стихи начал писать позднее.
Первым описал в дивизионной газете «Воин Родины» подробности штурма Рейхстага и установки знамён на нём, в частности, подвиг Григория Булатова и Рахимжана Кошкарбаева.
В 1948 году выпустил первую книгу очерков («На мысе Голубином»), в 1950 году — первую книгу стихов («Солдат мира»).

### Избранные публикации
- Избранные произведения в трех томах. М., 1990
- Избранные произведения в двух томах. М., 1981

Сборники стихов
- «Солдат мира» (1950)
- «Героическая баллада» (1953)
- «Стихи» (1953)
- «Земное лето» (1962)
- «Живая память» (1962)
- «Книга моих стихов» (1964)
- «Танки в траве» (1967)
- «Избранная лирика» (1968)
- «Строки» (1972)
- «Стихотворения» (1976)
- «Бранденбургские ворота» (1979)

Сборники рассказов
- «На мысе Голубином» (1949)
- «День тысяча четыреста десятый» (1961)
- «Мальчик на дельфине» (1965)
- «Как кончаются войны» (1965)[К 3]
- «Живица» (1966)
- «Жизнь поэта» (1973)
- «Силуэты» (1973)
- «Рассказ о Петре Чеканове» (1974)
- «Первая книга» (1977)
- «Школа характера» (1979),
- «Роман от первого лица» (1979)
- «Красные скалы» (1980)
- «И настал мир» (1981)
- «Рассказы из прошлого» (2001)

Мемуары
- «По краю земли. Записки старика» (1999)

## Награды и премии
- орден Отечественной войны 1-й[2] (11.03.1985) и 2-й (26.05.1945)[4] степеней
- два ордена Трудового Красного Знамени (24.02.1981; 04.06.1986)[2][5]
- орден Красной Звезды (21.09.1944)[8]
- орден «Знак Почёта» (03.03.1971)[2]
- медали, в том числе[2][5]:
  - «За освобождение Варшавы»,
  - «За взятие Берлина»,
  - «За победу над Германией»,
  - «За доблестный труд»,
  - «За укрепление боевого содружества»
  - «За заслуги перед польской культурой»
- премия имени А. А. Фадеева (1980)[2][5]
- Серебряная медаль имени Александра Фадеева (1980)
- премия имени К. М. Симонова (1982)[2][5]
- Литературная премия имени Н. И. Кузнецова (2006)

## Память
Книжная коллекция В. Е. Субботина (798 экз., в том числе семь книг с его автографом) хранится в отделе редких книг Кировской областной научной библиотеки им. А. И. Герцена.

## Комментарии
1. ↑  Деревня Субботята (Пуговицыно, Пуговицинская), относившаяся к Буйской, в 1920-е годы — к Татауровской волости Нолинского узеда, в последующем входила в состав Удерского сельсовета Татауровского района (в 1935—1956); ныне — урочище в Нолинском районе Кировской области[3].
2. ↑  По другим данным — в политико-просветительской школе[1].
3. ↑  Слушатель его семинара в Литературном институте Сергей Фёдорович Дмитренко писал, что этой книге «именно за правду не дали то ли Государственную, то ли Ленинскую премию (отличие, которое тогда числилось выше любого официального признания»[7]